# Dasineura urticae
Dasineura urticae är en tvåvingeart som först beskrevs av Jean Pierre Omer Anne Édouard Perris 1840.  Dasineura urticae ingår i släktet Dasineura och familjen gallmyggor. Inga underarter finns listade i Catalogue of Life.

## Bildgalleri

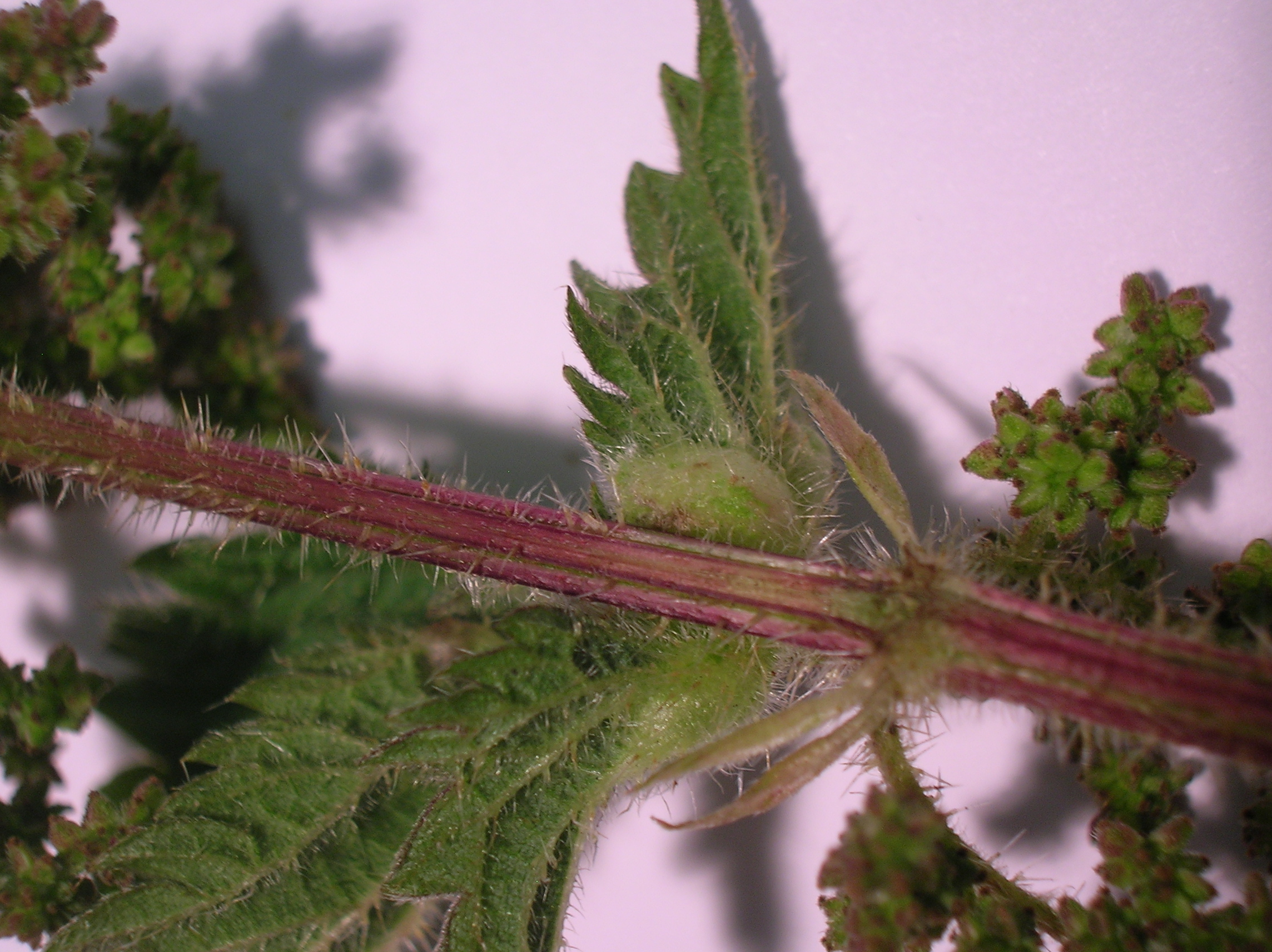
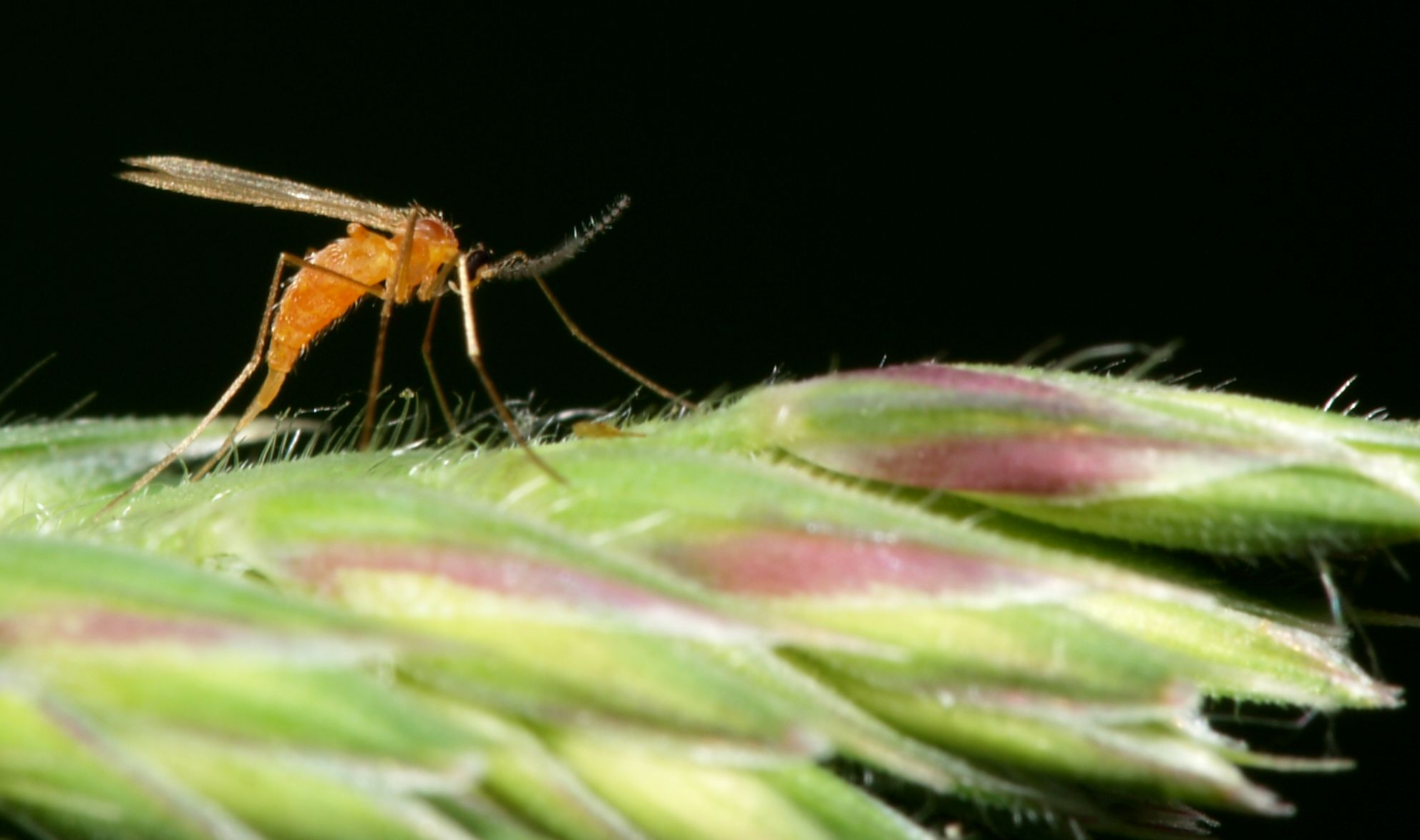